# Hexatoma (Hexatoma) perproducta
Hexatoma (Hexatoma) perproducta is een tweevleugelige uit de familie steltmuggen (Limoniidae). De soort komt voor in het Palearctisch gebied.